# Fiat Palio (2012)
La Fiat Palio (2012) est une voiture du constructeur automobile italien Fiat, conçue pour être, comme sa devancière, une world car (voiture mondiale). Baptisée du nom de code 326, elle est présentée le 4 novembre 2011 dans la version 5 portes. 
Elle remplace en grande partie la gamme actuelle de la Fiat Palio bien que la version entrée de gamme actuelle reste toujours en fabrication au Brésil. La première génération de Palio a été peu connue en France, car ce fut un modèle fabriqué dans et pour les pays d'Amérique latine, Argentine et Brésil et exportée en Asie et en Afrique. Seule la version SW / Week-End a connu un certain succès pendant les quelques années où elle a figuré au catalogue Fiat France.
La fabrication de la Fiat Palio (2012) a débuté au Brésil dans l'usine géante de Fiat Automoveïs de Betim. Elle est également fabriquée dans l'usine Fiat Concord de Córdoba en Argentine.

## Les motorisations

### Essence
Au Brésil les moteurs fonctionnent à l'essence, à l'alcool ou à l'éthanol. Les moteurs sont dits "Flex" (brevet Fiat Magneti-Marelli) et peuvent utiliser n'importe quel carburant même en mélange entre eux à des taux variables.
| Modèle      | Moteur       | Cylindrée (cm3) | Puissance             | Couple                 | Poids (kg) | V-max (km/h) | 0-100 km/h (secondes) | Consommation (L/100 km) |
| ----------- | ------------ | --------------- | --------------------- | ---------------------- | ---------- | ------------ | --------------------- | ----------------------- |
| 1.0 Essence | Fiat Flex-4L | 999             | 73 ch à 6 250 tr/min  | 94 N m à 3 850 tr/min  | 999        | 156          | 15.8                  | 5,5                     |
| 1.0 Alcool  | Fiat Flex-4L | 999             | 75 ch à 6 250 tr/min  | 100 N m à 3 850 tr/min | 999        | 157          | 15.0                  | 8,0                     |
| 1.0 Ethanol | Fiat Flex-4L | 999             | 75 ch à 6 250 tr/min  | 100 N m à 3 850 tr/min | 940        | 157          | 15.2                  | 7,2                     |
| 1.4 Essence | Fiat Flex-4L | 1 368           | 85 ch à 5 750 tr/min  | 120 N m à 3 500 tr/min | 1007       | 171          | 12.8                  | 5,5                     |
| 1.4 Ethanol | Fiat Flex-4L | 1 368           | 88 ch à 5 750 tr/min  | 122 N m à 3 500 tr/min | 1007       | 173          | 12.2                  | 8,2                     |
| 1.6 Essence | Fiat Flex-4L | 1 598           | 115 ch à 5 500 tr/min | 160 N m à 4 500 tr/min | 1090       | 191          | 9,9                   | 6,1                     |
| 1.6 Ethanol | Fiat Flex-4L | 1 598           | 117 ch à 5 500 tr/min | 164 N m à 4 500 tr/min | 1090       | 193          | 9.8                   | 9,0                     |